# Lauren Henry
Pour les articles homonymes, voir Henry.
Lauren Henry, née le 21 décembre 2001, est une rameuse britannique. Entre 2023 et 2024, elle réussit le triplé en remporte l'or européen, mondial et olympique en quatre de couple. 

## Carrière
Henry commence l'aviron à l'âge de 13 ans au Leicester Rowing Club. Elle fait ses études l'économie à l'université de Leicester.
Elle termine 4e en individuel deux années de suite aux championnats du monde junior 2021 et 2022. Elle fait ses débuts mondiaux chez les seniors en 2023, prenant part au quatre de couple qui terminent championnes du monde.
Lors des Jeux olympiques d'été de 2024, Lauren Henry et ses trois coéquipières Lola Anderson, Hannah Scott et Georgina Brayshaw remportent la médaille d'or en quatre de couple, à peine 0,15 s devant les Néerlandaises.